# Call to Arms & Angels
Albums de Archive
Super8
(2022)
Singles
1. Daytime Coma
Sortie : 30 septembre 2021
2. Shouting Within
Sortie : 2 novembre 2021
3. Fear There & Everywhere
Sortie : 18 janvier 2022
4. We Are The Same
Sortie : 15 mars 2022

Call to Arms & Angels est le treizième album du collectif Archive dont la sortie, initialement prévue pour le 8 avril 2022, a finalement lieu le 29 avril 2022 en raison de la pénurie de matières premières, soit près de six ans après le précédent album studio,. L'album est disponible en versions numérique, CD et triple album vinyle. La sortie de cet album est accompagnée par une tournée mondiale avec plusieurs dates françaises en octobre et novembre 2022,. Le 23 août 2022, Darius Keeler annonce sur les réseaux sociaux être atteint d’un cancer diagnostiqué fin juillet, que l’opération s’est bien passée mais que la convalescence sera longue, en conséquence de quoi la tournée initialement prévue pour l’automne 2022 est reportée à 2023,.
Sur cet album, Lisa Mottram, qui avait déjà prêté sa voix sur Hyperreal lors de l'album compilation 25, rejoint officiellement le collectif en chantant notamment sur Surround by Ghosts, Freedom et The Crown.
La sortie de cet album est également accompagnée d'un documentaire sur sa réalisation, dont la bande originale est publiée sous la forme d'album instrumental : Super8.

## Formats de l'album
L'album contient une base commune de deux CD de neuf et huit titres chacun. Certaines éditions incluent également l'album bande son Super8.
L'album sort en plusieurs format :
- CD standard, dix-sept titres (2 CD) ;
- CD Deluxe, dix-sept titres (2 CD) + Super8 (dix titres) ;
- Vinyle, dix-sept titres (triple LP, six faces) ;
- Coffret Test Pressing (limité à cent exemplaires), vingt-sept titres (trois CD, deux vinyles, Polaroids, autres) ;
- diffusion en ligne (Spotify, Deezer, Apple Music...), dix-sept titres.

Chaque format est disponible en version dédicacée par le groupe .
Un concert privé a été diffusé en direct et enregistré aux Grandes Serres de Pantin et proposé par Arte le 6 octobre 2023, Passengers, proposant sept titres de l’album, mais aussi Vice sorti sur le Best of Rarities, Bullets et Take My Head. Il est disponible sur la plate-forme YouTube d’Arte.

## Liste des pistes
| CD1    | CD1                     | CD1                          | CD1               | CD1   | CD1 | CD1 | CD1 | CD1 | CD1 |
| No     | Titre                   | Auteur                       | Chant             | Durée |     |     |     |     |     |
| ------ | ----------------------- | ---------------------------- | ----------------- | ----- | --- | --- | --- | --- | --- |
| 1.     | Surrounded by Ghosts    | Griffiths / Mottram / Keeler | Lisa Mottram      | 4:30  |     |     |     |     |     |
| 2.     | Mr. Daisy               | Keeler / Berrier / Griffiths | Berrier / Mottram | 3:59  |     |     |     |     |     |
| 3.     | Fear There & Everywhere | Keeler / Berrier / Griffiths | Pollard Berrier   | 4:41  |     |     |     |     |     |
| 4.     | Numbers                 | Keeler / Martin / Griffiths  | Holly Martin      | 4:14  |     |     |     |     |     |
| 5.     | Shouting Within         | Keeler / Martin / Griffiths  | Holly Martin      | 4:49  |     |     |     |     |     |
| 6.     | Daytime Coma            | Keeler / Pen                 | Dave Pen          | 14:34 |     |     |     |     |     |
| 7.     | Head Heavy              | Keeler / Quitile / Griffiths | Maria Q           | 5:14  |     |     |     |     |     |
| 8.     | Enemy                   | Keeler / Berrier / Griffiths | Pollard Berrier   | 8:38  |     |     |     |     |     |
| 9.     | Every Single Day        | Keeler / Pen / Griffiths     | Dave Pen          | 4:19  |     |     |     |     |     |
| 55 min |                         |                              |                   |       |     |     |     |     |     |

| CD2     | CD2                  | CD2                                    | CD2               | CD2   | CD2 | CD2 | CD2 | CD2 | CD2 |
| No      | Titre                | Auteur                                 | Chant             | Durée |     |     |     |     |     |
| ------- | -------------------- | -------------------------------------- | ----------------- | ----- | --- | --- | --- | --- | --- |
| 10.     | Freedom              | Keeler / Berrier / Mottram / Griffiths | Berrier / Mottram | 9:41  |     |     |     |     |     |
| 11.     | All That I Have      | Keeler / Martin / Griffiths            | Holly Martin      | 6:29  |     |     |     |     |     |
| 12.     | Frying Paint         | Keeler / Berrier / Griffiths           | Pollard Berrier   | 4:49  |     |     |     |     |     |
| 13.     | We Are The Same      | Keeler / Martin / Griffiths            | Holly Martin      | 3:58  |     |     |     |     |     |
| 14.     | Alive                | Keeler / Pen                           | Dave Pen          | 3:44  |     |     |     |     |     |
| 15.     | Everything's Alright | Keeler / Berrier                       | Pollard Berrier   | 3:12  |     |     |     |     |     |
| 16.     | The Crown            | Keeler / Mottram                       | Berrier / Mottram | 8:31  |     |     |     |     |     |
| 17.     | Gold                 | Keeler / Quintile / Pen / Griffiths    | Maria Q / Pen     | 8:26  |     |     |     |     |     |
| 104 min |                      |                                        |                   |       |     |     |     |     |     |

## Classements et certifications
L'album arrive à atteindre le top 10 des classements hebdomadaire dans plusieurs pays (notamment en France où il prend la 9ème position), chose qui n'était plus arrivée depuis leur 9ème album With Us Until You're Dead.

### Classements hebdomadaires
| Classement (2022)            | Meilleure position |
| ---------------------------- | ------------------ |
| Allemagne (Media Control AG) | 6                  |
| Autriche (Ö3 Austria Top 40) | 32                 |
| France (SNEP)                | 9                  |
| Belgique (Flandre Ultratop)  | 154                |
| Belgique (Wallonie Ultratop) | 3                  |
| Suisse (Schweizer Hitparade) | 6                  |

## Distribution

### Archive
- Darius Keeler : claviers, synthétiseur, boîte à rythme, effets sonores
- Danny Griffiths : claviers, synthétiseur, Moog, boîte à rythme, effets sonores
- Dave Pen : guitare, chant
- Holly Martin : chant
- Lisa Mottram : chant
- Maria Q : chant
- Pollard Berrier : guitare, chant

### Personnel additionnel
- Jérome Devoise : producteur et ingénieur
- Dan Ewins : ingénieur assistant
- Nigel Walton : mastering
- Graham Preskett : piano, violon, alto, harmonica, prise de son, arrangements
- Jim Rattigan et Paul Pritchard : cor d'harmonie
- Jonathan Noyce : basse, Moog
- Matt Round : contrebasse
- Mickey Hurcombe et Eat Gas : guitare
- Steve Barnard : batterie
- Steve “Keys” Watts : orgue Hammond